# Louis Wigfall

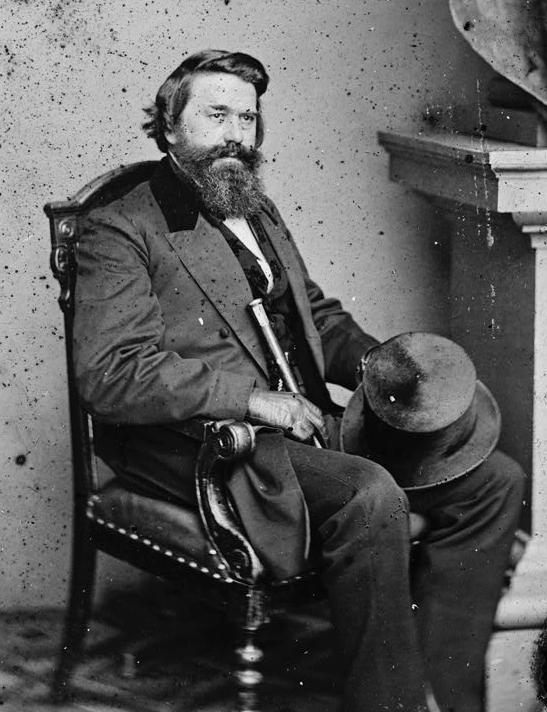
Louis Wigfall

Louis Trezevant Wigfall (* 21. April 1816 in Edgefield, South Carolina; † 18. Februar 1874 in Galveston, Texas) war ein US-amerikanischer Politiker der Demokratischen Partei. Von 1859 bis 1861 saß er für den US-Bundesstaat Texas im US-Senat. 

## Biographie
Wigfall wurde auf einer Plantage in Edgefield im Westen von South Carolina geboren. Sein Vater starb bereits 1818, seine Mutter, welche Vorfahren aus Frankreich hatte, starb 1829. Mit 13 Jahren war Wigfall Vollwaise. Er hatte noch zwei weitere Brüder, einer starb bei einem Duell, der andere schlug eine geistliche Laufbahn ein.
Bis 1834 stand Wigfall unter Vormundschaft, nach deren Ende begab er sich an die Rice Creek Springs School in Columbia. Es handelte sich hierbei um eine Militärakademie. Er besuchte sie für ein Jahr und begann dann ein Studium an der University of Virginia. Während dieser Zeit lieferte sich Wigfall mehrfach Duelle mit anderen Studenten, ging jedoch zumeist als Sieger vom Feld. Sein Studium vernachlässigte Wigfall zugunsten eines ausschweifenden Lebensstils. 1836 wechselte er an die heutige University of South Carolina, um sein Studium abzuschließen. Dies gelang ihm jedoch nicht, da er auch hier mehr in Bars als auf dem Campus angetroffen wurde. 1837 schaffte er dennoch seinen Abschluss. Einer seiner Kommilitonen war John Lawrence Manning, der später Gouverneur von South Carolina wurde.
1839 kehrte er in seine Geburtsstadt zurück und übernahm die Anwaltskanzlei seines verstorbenen Bruders. Es gelang ihm jedoch nicht, seinen Lebensstil dem eines Kleinstadtanwalts anzupassen, so dass er Schulden anhäufte, die zum Teil auch von der Familie seiner Ehefrau, welche er 1841 heiratete, gezahlt wurden. Gemeinsam mit seiner Ehefrau Charlotte Maria zeugte Wigfall zwei Kinder.
1840 trat er erstmals in der Politik auf. Während des Wahlkampfes für das Amt des Gouverneurs von South Carolina unterstützte er John Peter Richardson senior. Seine Unterstützung führte so weit, dass er sich mit politischen Gegnern in Duellen maß. Nach der erfolgreichen Wahl von Richardson schloss Wigfall seine Anwaltskanzlei, da sie nicht genug Gewinn abwarf. James Hamilton junior, ein Cousin, half Wigfall wieder auf die Beine, indem er mit ihm eine Anwaltskanzlei eröffnete. 1848 entschloss er sich, nach Texas zu ziehen. Dort stieg er in die Anwaltskanzlei von William Beck Ochiltree in Nacogdoches ein.
Auch in Texas betätigte sich Wigfall wieder politisch. Von 1849 bis 1850 saß er im Repräsentantenhaus von Texas. Im Senat von Texas war er von 1857 bis 1860 aktiv. Nach dem Tod von James Pinckney Henderson wurde Wigfall als dessen Nachfolger in den Bundessenat in Washington, D.C. gewählt. Sein Amt trat er am 5. Dezember 1859 an, er übernahm es vom kommissarisch ernannten Matthias Ward. Am 23. März 1861 trat er von seinem Amt zurück. Der Senat schloss ihn am 11. Juli 1861 endgültig aus. Nach der erfolgten Sezession von Texas von der Union vertrat Wigfall Texas im Provisorischen Konföderiertenkongress. 
Während des Sezessionskrieges diente Wigfall in der Confederate States Army, zuletzt im Range eines Brigadier General. Von 1862 bis 1865 saß er für Texas im Senat der Konföderierten Staaten. 1866 ging Wigfall ins Exil nach London. 1870 zog es ihn wieder zurück in die USA, diesmal nach Colorado, wo er eine Mine gekauft hatte. Er lebte außerdem zeitweise in Baltimore. Als er sich in Galveston aufhielt, erlitt er einen Schlaganfall. An dessen Folgen verstarb er wenig später. Er wurde in Galveston beigesetzt.